# NGC 2406
NGC 2406 је елиптична галаксија у сазвежђу Близанци која се налази на NGC листи објеката дубоког неба.
Деклинација објекта је + 18° 17' 19" а ректасцензија 7h 31m 47,7s. Привидна величина (магнитуда) објекта NGC 2406 износи 14,2 а фотографска магнитуда 15,2. NGC 2406 је још познат и под ознакама MCG 3-19-21, CGCG 86-41, CGCG 87-2, NPM1G +18.0161, PGC 21218.